# Dávid Tencer
Dávid Bartimej Tencer OFMCap. (ur. 18 maja 1963 w Novej Bani) – słowacki duchowny katolicki, biskup Reykjavíku od 2015.

## Życiorys
Urodził się w 1963 w Czechosłowacji. Ukończył studia teologiczne na Universitas Istropolitana w Bratysławie i seminarium duchownym w tym samym mieście. Święcenia kapłańskie przyjął 15 czerwca 1986 i został wysłany do pracy w parafii w Bańskiej Bystrzycy. W 1990 wstąpił do Zakonu Braci Mniejszych Kapucynów. Ukończył nowicjat i wyjechał na studia teologiczne do Rzymu. Licencjat uzyskał w 1994. 28 sierpnia tego roku złożył śluby wieczyste. Od 2003 był gwardianem klasztoru w Żylinie. W 2004 został wysłany przez władze zakonne do Reykjavíku. W 2007 ustanowiony został dom zakonny w Reyðarfjörður, zaś Dávid Tencer został proboszczem tamtejszej parafii św. Thorlakura.
18 września 2015 papież Franciszek przyjmując rezygnację Pierre Bürchera z pełnienia funkcji biskupa Reykjavíku, powierzył ją Dávidowi Tencerowi OFMCap. Sakry udzielił mu 31 października biskup Pierre Bürcher. Autorem herbu jest słowacki heraldyk Marek Sobola.